# البؤساء (أنمي 1979)
البؤساء هو مسلسل أنمي ياباني قصته مستوحاه من رواية فكتور هوغو. بدأ عرض الأنيمي في اليابان في يناير 2007 وتوقف في ديسمبر 2007، عُرض مدبلجًا من قِبَل مركز الزهرة في العالم العربي على قناة سبيستون في ديسمبر 2013 ولغاية  مارس 2014. تميَّز هذا العمل بكونه أول أنيمي يُرفع كاملًا على يوتيوب رسميًا في العالم العربي.

## القصة
يحكي الأنيمي قصة فتاة تُدعى كوزيت تتحوَّل حياتها السعيدة مع أمها في مدينة باريس إلى حياة بائسة عند عائلة تيناردييه، وما يليها من أحداث بعد موت أمها. كما تمكن الأنيمي من نقل صورة الحياة في فرنسا في القرن التاسع عشر ببراعة، فنقل حياة الناس في مختلف المدن الفرنسية وما يعانونه في تلك الفترة.
يعتبر هذا الأنيمي آخر أنيمي مُدبلج من سلسلة مسرح تحف العالم (من أعمالها سالي، لحن الحياة، صاحب الظل الطويل، عهد الأصدقاء وغيرها من الأعمال التي لاقت رواجًا كبيرًا في العالم العربي)، وقد استعان مركز الزهرة بعدد كبير نسبيًا من المُدبلجين بلغ عددهم ما يفوق 26 مدبلجًا، كما أنتجت أكثر من 6 أغانٍ مختلفة جميعها كانت من غناء الفنانة رشا رزق.
حصد هذا الأنيمي على تقييمات عالية، وقد أعرب المقيِّمون عن إعجابهم بتمسك الأنيمي بالرواية الأصلية وعدم ابتعاده كثيرًا عن أحداثها سوى في بعض الحلقات.